# Suchitra Sen
Suchitra Sen (Pabna, 6 de abril de 1931 − Calcuta, 17 de enero de 2014) fue una actriz de cine de la India. Sus películas con el actor Uttam Kumar son consideradas clásicas del cine bengalí. 
Fue la primera actriz india galardonada en un festival internacional de cine al ganar la Medalla de plata a la Mejor Actriz por Saat Paake Bandha en el 1963 Festival Internacional de Cine de Moscú. En 1972 fue galardonada con el premio Padma Shri, uno de los más altos premios civiles de la India. 
Hacia finales de 1970 se retiró de la vida pública y evitó todo tipo de contacto público en una vida de estricto aislamiento, lo que a menudo se comparó con Greta Garbo. En 2005, se negó a recibir el Premio Dadasaheb Phalke, el premio cinematográfico más alto en la India, con el fin de mantenerse alejada de los ojos del público.
Su hija Moon Moon Sen y su nieta Raima Sen son actrices conocidas del cine bengalí.

## Filmografía
| Año  | Película                      | Director             | Coprotagonistas             |
| ---- | ----------------------------- | -------------------- | --------------------------- |
| 1953 | Saat Number Kayedi            | Sukumar Dasgupta     | Samar Roy                   |
| 1953 | Bhagaban Srikrishna Chaitanya | Debaki Bose          | Basanta Choudhuri           |
| 1953 | Saare Chuattor                | Nirmal Dey           | Uttam Kumar                 |
| 1953 | Kajori                        | Niren Lahiri         |                             |
| 1954 | Sadanander Mela               | Sukumar Dasgupta     | Uttam Kumar                 |
| 1954 | Agnipariksha                  | Agradoot             | Uttam Kumar                 |
| 1954 | Ora Thaake Odhare             | Sukumar Dasgupta     | Uttam Kumar                 |
| 1954 | Grihaprabesh                  | Ajay Kar             | Uttam Kumar                 |
| 1954 | Atom Bomb                     | Taru Mukherjee       | Robin Majumdar              |
| 1954 | Dhuli                         | Pinaki Mukherjee     | Prasanta Kumar              |
| 1954 | Maraner Parey                 | Satish Dasgupta      | Uttam Kumar                 |
| 1954 | Balaygraas                    | Pinaki Mukherjee     | Uttam Kumar                 |
| 1954 | Annapurnar Mandir             | Naresh Mitra         | Uttam Kumar                 |
| 1955 | Shapmochan                    | Sudhir Mukherjee     | Uttam Kumar                 |
| 1955 | Sabar Uparey                  | Agradoot             | Uttam Kumar                 |
| 1955 | Snaajhghar                    | Ajay Kar             | Bikash Roy                  |
| 1955 | Devdas                        | Bimal Roy            | Dilip Kumar                 |
| 1955 | Snaajher Pradeep              | Sudhangshu Mukherjee | Uttam Kumar                 |
| 1955 | Mejo Bou                      | Debnarayan Gupta     | Bikash Roy                  |
| 1955 | Bhalabaasa                    | Debaki Bose          | Bikash Roy                  |
| 1956 | Sagarika                      | Agragami             | Uttam Kumar                 |
| 1956 | Trijama                       | Agradoot             | Uttam Kumar                 |
| 1956 | Amar Bou                      | Khagen Roy           | Bikash Roy                  |
| 1956 | Shilpi                        | Agragami             | Uttam Kumar                 |
| 1956 | Ekti Raat                     | Chitto Bose          | Uttam Kumar                 |
| 1956 | Subharaatri                   | Sushil Majumdar      | Basanta Choudhury           |
| 1957 | Harano Sur                    | Ajay Kar             | Uttam Kumar                 |
| 1957 | Pathe Holo Deri               | Agradoot             | Uttam Kumar                 |
| 1957 | Jeeban Trishna                | Asit Sen             | Uttam Kumar                 |
| 1957 | Chandranath                   | Kartick Chatterjee   | Uttam Kumar                 |
| 1957 | Musafir                       | Hrishikesh Mukherjee | Dilip Kumar                 |
| 1957 | Champakali                    | Nandlal Jaswantlal   | Bharat Bhushan              |
| 1958 | Rajlakshmi O Srikanta         | Haridas Bhattacharya | Uttam Kumar                 |
| 1958 | Surya Toran                   | Agradoot             | Uttam Kumar                 |
| 1958 | Indrani                       | Niren Lahiri         | Uttam Kumar                 |
| 1959 | Deep Jwele Jaai               | Asit Sen             | Basanta Choudhury           |
| 1959 | Chaaowa Pawoa                 | Jatrik               | Uttam Kumar                 |
| 1960 | Hospital                      | Sushil Majumdar      | Ashok Kumar                 |
| 1960 | Smriti Tuku Thaak             | Jatrik               | Asitbaran                   |
| 1960 | Bombai Kaa Babu               | Raj Khosla           | Dev Anand                   |
| 1960 | Sarhad                        | Shankar Mukherjee    | Dev Anand                   |
| 1961 | Saptapadi                     | Ajay Kar             | Uttam Kumar                 |
| 1961 | Saathihara                    | Sukumar Dasgupta     | Uttam Kumar                 |
| 1962 | Bipasha                       | Agradoot             | Uttam Kumar                 |
| 1963 | Saat Paake Badha              | Ajay Kar             | Soumitra Chatterjee         |
| 1963 | Uttar Phalguni                | Asit Sen             | Bikash Roy, Dilip Mukherjee |
| 1964 | Sandhya Deeper Sikha          | Haridas Bhattacharya | Bikash Roy                  |
| 1966 | Mamta                         | Asit Sen             | Ashok Kumar, Dharmendra     |
| 1967 | Grihadaha                     | Subodh Mitra         | Uttam Kumar                 |
| 1969 | Kamallata                     | Harisadhan Dasgupta  |                             |
| 1970 | Megh Kalo                     | Sushil Mukherjee     | Basanta Choudhury           |
| 1971 | Fariyaad                      | Bijoy Bose           | Utpal Dutta                 |
| 1971 | Nabaraag                      | Bijoy Bose           | Uttam Kumar                 |
| 1972 | Alo Amaar Alo                 | Pinaki Mukherjee     | Uttam Kumar                 |
| 1972 | Haar Maana Haar               | Salil Sen            | Uttam Kumar                 |
| 1974 | Devi Chaudhurani              | Dinen Gupta          | Ranjit Mallick              |
| 1974 | Srabana Sandhya               | Chitra Sarathi       | Samar Roy                   |
| 1975 | Priyo Bandhabi                | Hiren Nag            | Uttam Kumar                 |
| 1975 | Aandhi                        | Gulzar               | Sanjeev Kumar               |
| 1976 | Datta                         | Ajay Kar             | Soumitra Chatterjee         |
| 1978 | Pranoy Pasha                  | Mangal Chakrabarty   | Soumitra Chatterjee         |